# 誤植
誤植，亦稱印刷错误或打字错误，最初是指在排版（字體排印學）時使用了錯誤的活字而印刷，至電腦普及之後也用來指稱打字或拼寫的錯誤。此用語包含指機械故障或失手造成的錯誤，但不包括無知之過。在印刷術運用以前，抄寫錯誤意同於手抄本。最常見的拼寫錯誤包含有單純的重複、缺遺、錯位、或是替代少數的字符。
打字錯誤有別於拼寫錯誤，後者的特徵是不正確地使用語言。

## 「蓄意」誤植
某些明顯錯誤獲得了廣泛迴響，並且偶爾故意使用在幽默目的上。例如，英國報紙《衛報》（The Guardian）有時被稱為The Grauniad，這個明顯錯誤經常發生在電腦排版以前的時代，成為時事諷刺雜誌《Private Eye》不斷談論的一個笑話。該雜誌至今提及衛報時仍繼續使用這個名字。
誤植普遍見於網際網路上的聊天室、Usenet和全球資訊網等處，像是"teh"、"pwned"、"pron"已經變成了網路群體與次文化中的圈內笑話。

### 誤植域名
誤植域名（Typosquatting）是網路蟑螂的一種常見形式，依靠網路使用者的打字錯誤所作的域名搶先註冊。一般來說，網路蟑螂將註冊一個和知名網站位址似是而非的錯誤網址，以其接收網路使用者在網頁瀏覽器打錯網址時的流量。故意引領錯誤進入一個網頁，或納入其元數據，還可以招來在搜索引擎輸入這些錯字的不知情訪客。

### 網路拍賣上的誤植
由於諸如eBay等線上拍賣網站的出現與普及，拼錯拍賣檢索已迅速成為處理獵人的一個金礦。這類搜索概念的根據是，如果個別的拍賣發佈有拼錯標題或敘述，正規檢索將無法找到該項拍賣。然而，包括原本搜尋字詞拼寫錯誤變體的檢索，利用這種方式創造拼寫錯誤、錯位、缺遺、雙擊、以及不正確的關鍵錯誤，會找到拼錯最甚的拍賣。由此產生的效應是，遠少於正常情況下將會存在的出價機會允許檢索者以較小的代價獲取項目。一系列的第三方網站如雨後春筍般湧現，讓人們找到這些物品。

## 誤植的例子

### 聖經上的誤植
自古騰堡聖經起的近代出版史也是誤植的歷史，在聖經上有許多誤植史上堪稱經典的錯誤。

#### 姦淫聖經
1631年由英國印刷業者羅伯特·巴克所印製的英王詹姆士王譯本，後來被稱作為──「姦淫聖經（邪惡聖經）」。在出埃及記中，摩西十誡第七條的""（不可姦淫）漏掉了否定詞，變成「可姦淫」的意思，而成了一部上帝勸進人們姦淫的聖經。為此巴克被處以鉅額罰款，由於支付不出來而死於牢獄，聖經也被回收。

#### 愚者聖經
1763年版欽定版聖經裡，詩篇14：""（愚頑的人在心裡說，沒有神），誤植為""（有神），使得文意變成有信仰者才是邪惡。同樣地印刷者被課予重金，有問題的聖經受到回收。
1580年在德國發行的聖經，出版商的妻子偷偷潛入印刷廠，將創世記第三章：""（你丈夫必管轄你。德語該段字面意義為「他必為你的主人」），擅自更換活字改為""（「他必為你的愚者」）。該部聖經收藏於德國沃芬布托的奧斯特公爵圖書館。

#### 醋的聖經
1717年牛津大學出版社（Clarendon Press）的聖經版本裡，把路加福音第20章標題""（葡萄園的寓言），誤植為""（醋的寓言），而被稱作醋的聖經。

### 中國領導人

#### 「溫家室」事件
2010年12月30日出版的人民日報，將時任中國國務院總理的温家宝名字錯誤寫成「溫家室」，事件在網上引起熱烈討論，更引起外國傳媒，包括日韓傳媒的報導。事后盛傳該報值班主任，正廳級降職，印刷廠副廠長、排版、設計等17人均被處分。其后證實温家寶在知情後要求報社對相關人士寬大處理，事件中没有任何人受到實際處分。

#### 習近平多次被誤植
2015年至2016年期間，時任中國共產黨中央委員會總書記的習近平在新聞媒體報導上多次出現誤植事件。2015年11月6日，江蘇省無錫市的當地報紙《無錫日報》將「習近平越南訪問」刊登成「習近年越南訪問」。2015年12月4日，中新社发表一篇中非合作的新闻稿，将「习近平致辞」误植为「习近平辞职」，并被超过20家新闻媒体转载。2016年3月13日，新華社將「中國最高領導人習近平」寫成「中國最後領導人習近平」。同年4月21日，香港的英文報章《南華早報》將「Xu died last year」（徐才厚去年死亡）錯誤寫成「Xi died last year」（習近平去年死亡）。同年4月22日至23日，《人民日報》的文章將「習近平總書記」誤植成「新加坡總書記」。2016年7月1日，腾讯网在报道中共建党95周年大会时，将「习近平发表」讲话误植为「习近平发飙」讲话。事后，中宣部对腾讯的网络服务器进行断网排查，确保「发飙」均已删除，并发现腾讯违规自行采编新闻，进行了整肃。

## 外部連結
- （英文）SpellGood.net （页面存档备份，存于） - 收錄各種誤植的大型網路資料庫
- （英文）Typographical errors in library databases
- （英文）Keyword Typo Generator
- （英文）Misspelled Words
- （英文）Typo Buddy, a misspelled eBay auction search tool （页面存档备份，存于）
- （日語）誤植の話